# فلورين فابيان
فلورين فابيان (بالرومانية: Florin Fabian)‏ هو لاعب كرة قدم روماني في مركز الهجوم، ولد في 23 أغسطس 1974 في ساتو ماري في رومانيا. لعب مع بولتيهنيكا تيميسوارا ونادي ديوسجوري ويو تي أي أراد ويونيفرسيتاتيا كرايوفا.